# Erik Axel Karlfeldt
Erik Axel Karlfeldt (Karlbo (Avesta), 20 juli 1864 - Stockholm, 8 april 1931) was een Zweeds schrijver.
Karlfeldt ontving in 1931 de Nobelprijs voor Literatuur "voor zijn poëtisch werk". Karlfeldt is de enige naast Dag Hammarskjöld en Ralph Steinman die de Nobelprijs postuum ontving. Hij had de Nobelprijs eerder geweigerd in 1918. Hij stond bekend om zijn poëzie met veel symbolische elementen die gebaseerd was op zijn liefde voor het platteland en de mensen en omgeving daar.
In 1904 is Karlfeldt tot zetel 11 van de Zweedse Academie verkozen. In 1912 werd hij secretaris van de Academie, zoals gebruikelijk bleef hij lid van de Zweedse Academie tot zijn dood.

## Werk
Karlfeldt heette oorspronkelijk Eriksson. Zijn voorouders waren van geslacht op geslacht zowel van vaderszijde als moederszijde gezeten boeren of kleine mijnbezitters in de provincie Dalecarlië. Deze eeuwenlange verbondenheid is de basis van zijn poëzie, die verder wordt gekenmerkt door een mystiek, die meer primitief en heidens is dan christelijk, maar die zich heeft vermengd met zijn traditioneel luthers geloof. In Nederland is hij onbekend gebleven, omdat hij veel gebruik heeft gemaakt van archaïsmen en gewestelijke woorden en een ingewikkelde strofenbouw, die voor een vertaling onoverkomelijke moeilijkheden opleveren.

## Publicaties
- Vildmarks- och kärleksvisor (1895)
- Fridolins visor och andra dikter (1898)
- Fridolins lustgård och Dalmålningar på rim (1901)
- Flora och Pomona (1906)
- Flora och Bellona (1918)
- Hösthorn (1927)
- Minnesupplaga (1932) Herdenkingsuitgave in 5 delen

## Nederlandse vertaling
- Gedichten en liedjes, Pantheon, Hasselt: Heideland 1960, vertaling Martha A. Muusses